# فهرست کارگردانان همبسته با سینمای هنری
فهرست زیر شامل کارگردان‌هایی می‌باشد که فیلم‌های هنری برجسته‌ای از دید منتقدان، جشنواره‌ها و نویسندگان کتاب‌های تاریخ سینما ساخته‌اند.

## الف
- میکل‌آنجلو آنتونیونی
- دارن آرونوفسکی
- لیندسی اندرسن
- رابرت آلتمن
- تئو آنگلوپولوس
- مارتین اسکورسیزی
- سرگئی آیزنشتاین
- وودی آلن
- پدرو آلمودوار
- یاسوجیرو اوزو
- ریدلی اسکات
- پل توماس اندرسن

## ب
- اینگمار برگمان
- لوئیس بونوئل
- روبر برسون
- برناردو برتولوچی
- بهرام بیضایی
- نوری بیلگه جیلان

## پ
- سرگئی پاراجانف
- پیر پائولو پازولینی
- مایکل پاول

## ت
- آندری تارکوفسکی
- بلا تار
- ژاک تاتی
- کوئنتین تارانتینو
- فرانسوا تروفو
- برادران تاویانی

## ج
- جیم جارموش

## چ
- چارلی چاپلین

## خ
- آلخاندرو خودوروفسکی

## د
- کارل تئودور درایر
- ویتوریو دسیکا
- مانوئل دی الیویرا
- الکساندر داوژنکو
- مارگریت دوراس

## ر
- ژان رنوار
- کارول رید
- روبرتو روسلینی
- رائول روئیز

## ز
- آندری زویاگینتسف
- کژیشتف زانوسی
- اولریش زایدل

## ژ
- آندژی ژووافسکی
- ژانگ ییمو

## س
- پائولو سورنتینو
- فرناندو سولاناس
- الکساندر سوکوروف

## ش
- کلود شابرول

## ف
- راینر ورنر فاسبیندر
- فدریکو فلینی
- مارگارته فون تروتا
- لارس فون تریه
- اصغر فرهادی
- میلوش فورمن
- دیوید فینچر
- جان فورد

## ق
- بهمن قبادی

## ک
- استنلی کوبریک
- آکی کوریسماکی
- امیر کوستوریتسا
- عباس کیارستمی
- کریشتوف کیشلوفسکی
- کیم کی-دوک
- الیا کازان
- دیوید کراننبرگ
- آکیرا کوروساوا
- ژان کوکتو
- جین کمپیون
- جان کاساوتیس
- برادران کوئن
- فرانسیس فورد کوپولا

## گ
- ژان-لوک گدار
- دیوید وارک گریفیث
- تری گیلیام

## ل
- فریتس لانگ
- ریچارد لینکلیتر
- انگ لی
- دیوید لینچ
- مایک لی

## م
- داریوش مهرجویی
- کنجی میزوگوچی
- فریدریش ویلهلم مورنائو
- کریس مارکر
- ترنس مالیک
- ژان-پیر ملویل

## ن
- امیر نادری

## و
- لوکینو ویسکونتی
- ژان ویگو
- گاس ون سنت
- ویم وندرس
- آندری وایدا
- اورسن ولز

## ه
- تشیگاهارا هیروشی
- ورنر هرتسوک
- میشائل هانکه
- تاد هینز
- آلفرد هیچکاک
- اگنش هرانیتسکی

## ی
- میکلوش یانچو